# Perdita apicalis
Perdita apicalis är en biart som beskrevs av Timberlake 1977. Perdita apicalis ingår i släktet Perdita och familjen grävbin. Inga underarter finns listade i Catalogue of Life.